# Ngọc Lan
Ngoc Lan (28 décembre 1956 - 6 mars 2001) est une chanteuse vietnamienne. Elle est connue au Viêt Nam pour avoir repris de nombreuses chansons françaises, chantées généralement en français puis en vietnamien. Parmi ces reprises, les plus célèbres sont Mon amie la rose de Françoise Hardy, Johnny, Johnny de Jeanne Mas, Joe le taxi de Vanessa Paradis, Tombe la neige de Salvatore Adamo ou Pour en arriver là de Dalida.

## Biographie
Ngoc Lan a vécu durant sa jeunesse à Nha Trang, capitale de la province de Khanh Hoa, au Viêt Nam. Durant son adolescence, elle a étudié la musique et fait de nombreuses prestations lors de petits évènements dans la ville. En 1980, elle a quitté son pays pour s'établir aux États-Unis, dans le Minnesota. Deux ans plus tard, elle est partie pour la Californie, où elle a participé à plusieurs spectacles.
Durant cette période, elle s'est mise à chanter dans les cafés locaux, tels que Dinh Thieng et Hoai Huong. Elle devint de plus en plus célèbre en Californie du Sud. Ngoc Lan enregistra ensuite son premier album sous le label « Da Lan ». Elle a collaboré avec des night-clubs comme « Ritz Night-club » et est devenue bien connue du grand public. Elle fut remarquée pour « sa voix inoubliable et sa présence sur scène ». Sa carrière devint internationale.
Alors qu'entre la fin des années 1980 et 1992, la chanteuse est omniprésente au Viêt Nam entre les spectacles et la réalisation de clips, en 1993, elle ne donne plus de nouvelles d'elle. Plus aucune information ne circule à son sujet. Ses fans commencent à spéculer sur son devenir ainsi que sur sa santé. En 1994, après plusieurs mois de disparition, elle réapparaît à Anaheim en Californie dans le cadre d'un concert nommé « Ngoc Lan va Thinh Gia Thuong Yeu ». Cependant durant le concert, un grand nombre de ses fans remarquèrent que Ngoc Lan était perdue dans ses pensées. Ils émirent l'hypothèse que cette distraction pouvait avoir un lien avec sa disparition soudaine de plusieurs mois. Malgré cet événement, elle se maria avec un artiste la même année.
Elle apparaît une dernière fois en 1998, pour tourner son dernier clip. Elle semble alors fatiguée et la dégradation de son état de santé ne semble plus faire de doute. Ngoc Lan décède à 08 h 25 le 6 mars 2001, à l'Hôpital Vencor en Californie du Sud, d'une sclérose en plaques dont elle souffrait depuis plusieurs années.